# Nicolas Gerbel
Nicolas Gerbel (en latin Nicolaus Gerbellius Phorcencis, parfois Musophilus) est un humaniste, juriste et théologien luthérien allemand, né à Pforzheim vers 1485, mort à Strasbourg le 20 janvier 1560.

## Biographie
Il s'inscrit pour ses études à l'université de Vienne en 1502, et il y devient membre en 1505 du collège de poètes fondé en cette ville par Conrad Celtes. En juin 1506, il passe à l'université de Cologne. Il se met à cette époque en relation avec l'abbé Jean Trithème. En 1507, il enseigne dans l'école de sa ville natale Pforzheim et y a pour élève le jeune Philippe Mélanchthon. À partir de mai 1508, il poursuit ses études comme magister à l'université de Tübingen (où il fait la connaissance de Jean Reuchlin, son compatriote de Pforzheim). En 1510/11, il est régent dans un collège à Mayence. En 1512, il retourne à Vienne, où il travaille comme lecteur et correcteur pour des libraires-imprimeurs de la ville (comme Lukas Alantsee et Johannes Singreiner). En mai 1513, douze distiques de lui sont imprimés à Strasbourg, par Mathias Schurer, dans un volume de poésie de Conrad Celtes. Après avoir suivi des cours de droit à Vienne, il part en septembre 1514 pour Bologne, où il est reçu le 2 octobre docteur en décret. Il rend visite au cours de ce voyage à la librairie d'Alde Manuce à Venise.
En janvier 1515, il est à Strasbourg où il a été nommé jurisconsulte et secrétaire de l'évêché, fonction qu'il devait conserver jusqu'en 1540 (la ville étant passé entretemps au luthéranisme). Cette même année, il se lie d'amitié avec Ulrich von Hutten, et entre aussi en rapport avec Érasme. Dans la période suivante, il s'intègre dans le cercle des humanistes qui illustrait alors l'Alsace et les alentours (notamment Beatus Rhenanus, Jacques Wimpfeling, Michael Hummelberger, Jacques Sturm). Ayant adhéré tôt à la Réforme (et ayant établi une correspondance avec Martin Luther), il polémique avec Thomas Murner. Il reste toute sa vie un partisan inébranlable du luthéranisme. En 1541/43, il est professeur d'histoire, toujours à Strasbourg.

## Œuvre
Il est l'auteur de dialogues (Carolus, mai 1520 ; Huttenus captivus, octobre 1520), de discours (Oratio ad Carolum maximum... et Germaniæ principes pro Ulricho Hutteno... et Martino Luthero, février 1521) et de lettres dans lesquels il défend ses positions religieuses et ses amis, notamment Ulrich von Hutten. Certains pamphlets lui sont attribués hypothétiquement. Mais il est surtout resté dans les mémoires comme philologue humaniste, éditeur de nombreux textes de l'Antiquité et du Moyen Âge dont il a donné parfois l'editio princeps (principalement à Bâle, chez Jean Oporin). Cette activité se scinde en deux périodes (de 1514 à 1520, puis à partir des années 1530), car il fut entre les deux absorbé par d'autres tâches. Dans la première période, il édita : les Métamorphoses d'Ovide, Cicéron, Apulée, les comédies de Térence, les Vies des sophistes de Philostrate, la Conjuration de Catilina de Salluste, les Nuits Attiques d'Aulu-Gelle, le De natura locorum d'Albert le Grand, un recueil plusieurs fois réimprimé et augmenté de fables latines, et pour les modernes les œuvres de Giulio Pomponio Leto. Dans la seconde période, il donna : l' Anabase d'Arrien (1539), l' Alexandra de Lycophron (1542), les Chiliades de Jean Tzétzès (1546, titre inventé par lui).
En 1540, il publie le De Cæsaribus et imperatoribus Romanis de son maître de Vienne Jean Cuspinien (avec une biographie de ce dernier écrite par lui) ; en 1553, il édite aussi les Fasti consulares du même (commentaires de Cassiodore, Sextus Rufus et d'une liste consulaire anonyme appelée les Fasti Vindobonenses). En 1545, il publie un livre autour de la carte de la Grèce établie par l'humaniste italo-grec Nicolas Sophianos : Nicolai Gerbelij in descriptionem Græciæ Sophiani præfatio ; seconde édition en 1550 : Nicolai Gerbelij Phorcensis pro declaratione picturæ sive descriptionis Græciæ Sophiani (Bâle, chez Jean Oporin).